# Diccionario biográfico matritense
El Diccionario biográfico matritense es una obra de Luis Ballesteros Robles, publicada por primera vez en 1912. Recoge retazos biográficos de figuras relevantes de la ciudad española de Madrid.

## Descripción
| «Al que lea ó consulte este libro, le bastará volver la hoja para convencerse de que en todas épocas ha habido muchos célebres madrileños, que dieron días de gloria á su patria con sus escritos, con sus heroicos hechos, con sus virtudes» —Ballesteros Robles, en la introducción |

La obra, de más de setecientas páginas, recoge cientos de extractos biográficos de personas madrileñas destacadas, desde Luis Abarca de Bolea y Castro-Fernández de Híjar hasta Juan Zurbano y Trocóniz. Está dedicada al ayuntamiento y al alcalde. La compuso Ballesteros Robles cuando ya se había jubilado de su trabajo como maestro de primera enseñanza. Lamenta en la introducción que, desde la publicación de los Hijos de Madrid de José Antonio Álvarez Baena en 1789, no se habían coleccionado en una sola obra todos los artículos necrológicos que habían ido apareciendo con el tiempo, y apunta que «á llenar tal vacío tiende hoy esta obra en la cual se hace resaltar las virtudes, merecimientos y eminentes servicios prestados á la humanidad por muchos cientos de varones célebres madrileños». En el prólogo que firma Carlos Cambronero, bibliotecario y cronista de la villa de Madrid, se reconoce la «inteligente laboriosidad» del autor.